# Téstio
Téstio, na mitologia grega, foi um rei da Pleuronia.
Téstio era filho de Ares e Demonice, filha de Agenor, filho de Pleuron; ele se casou com Eurythemis, filha de Cleoboea, e eles tiveram vários filhos, dentre os quais destacam-se Leda e Althaea, casada com Eneu, rei de Calidão.